# Mária Friderika porosz királyi hercegnő
Mária Friderika porosz királyi hercegnő (németül: Marie Friederike Franziska Hedwig von Preußen) (Berlin, 1825. október 15. – Hohenschwangau kastély, Füssen, 1889. május 17.), házassága révén bajor királyné, II. Lajos és Ottó bajor királyok édesanyja.

## Élete

### Származása, testvérei
Mária Friderika királyi hercegnő 1825-ben született a Hohenzollern-házból való Vilmos királyi hercegnek (1783−1851), III. Frigyes Vilmos porosz király legfiatalabb öccsének és Mária Anna hessen–homburgi tartománygrófnőnek (Landgräfin, 1785−1846) legfiatalabb gyermekeként. Nagyapja II. Frigyes Vilmos porosz király volt.
Szülei házasságából nyolc gyermek született, de közülük csak négyen érték meg a felnőttkort.
- Friderika Lujza Karolina Amália Vilma (1805–1806), kisgyermekként meghalt.
- Irén (*/† 1806), születésekor meghalt.
- Frigyes Tasziló Vilmos (1811–1813), kisgyermekként meghalt.
- Henrik Vilmos Adalbert (1811–1873), Frigyes Tasziló Vilmos ikertestvére
- Frigyes Vilmos Tasziló (1813–1814), kisgyermekként meghalt.
- Frigyes Vilmos Valdemár (1817–1849), a porosz hadsereg tábornoka.
- Mária Erzsébet Karolina Viktória (1815–1885), aki Károly Vilmos Lajos hessen-darmstadti nagyherceghez (1809–1877), II. Lajos nagyherceg fiához ment feleségül.
- Mária Friderika Franciska Auguszta Hedvig (1825–1889) bajor királyné.

A sziléziai Fischbach kastélyában nőtt fel. 1842. október 12-én feleségül ment Miksa bajor királyi herceghez (1811–1864), I. Lajos bajor király és Terézia Sarolta szász–hildburghauseni hercegnő legidősebb fiához, a trónörököshöz, aki 1848-tól II. Miksa néven Bajorország királya lett.
Mária Friderika királynét mind a katolikus Bajorország, mind az evangélikus lakosságú Poroszország népe egyformán szerette. Egyik nagy szociális elkötelezettségeként 1869. december 18-án fiával, Lajossal együtt újjáélesztette a Bajor Nőegyletet. Célul „a harcmezőn megsérült és megbetegedett katonák ápolását és támogatását” tűzték ki („Pflege und Unterstützung der im Felde verwundeten und erkrankten Krieger”). A védnökséget a királyné vállalta el. Hivatalosan ezzel a nőegylettel alakult meg a Bajor Vörös Kereszt.
1864. március 10-én férje halálával megözvegyült, és a Lech-völgyi Alpokban (Lechtaler Alpen) fekvő elbigenalpi kúriába, valamint a Hohenschwangau kastélyba vonult vissza. 1874. október 12-én felvette a katolikus hitet. 1886-ban még megérte, amikor idősebbik fia, Lajos király, tisztázatlan körülmények között a Starnbergi-tóba fulladt.
1889. május 17-én halt meg a Hohenschwangau kastélyban. A müncheni Szent Kajetán templom („Theatinerkirche”) egyik oldalkápolnájában helyezték örök nyugalomra a férje, II. Miksa sírjával szemben.

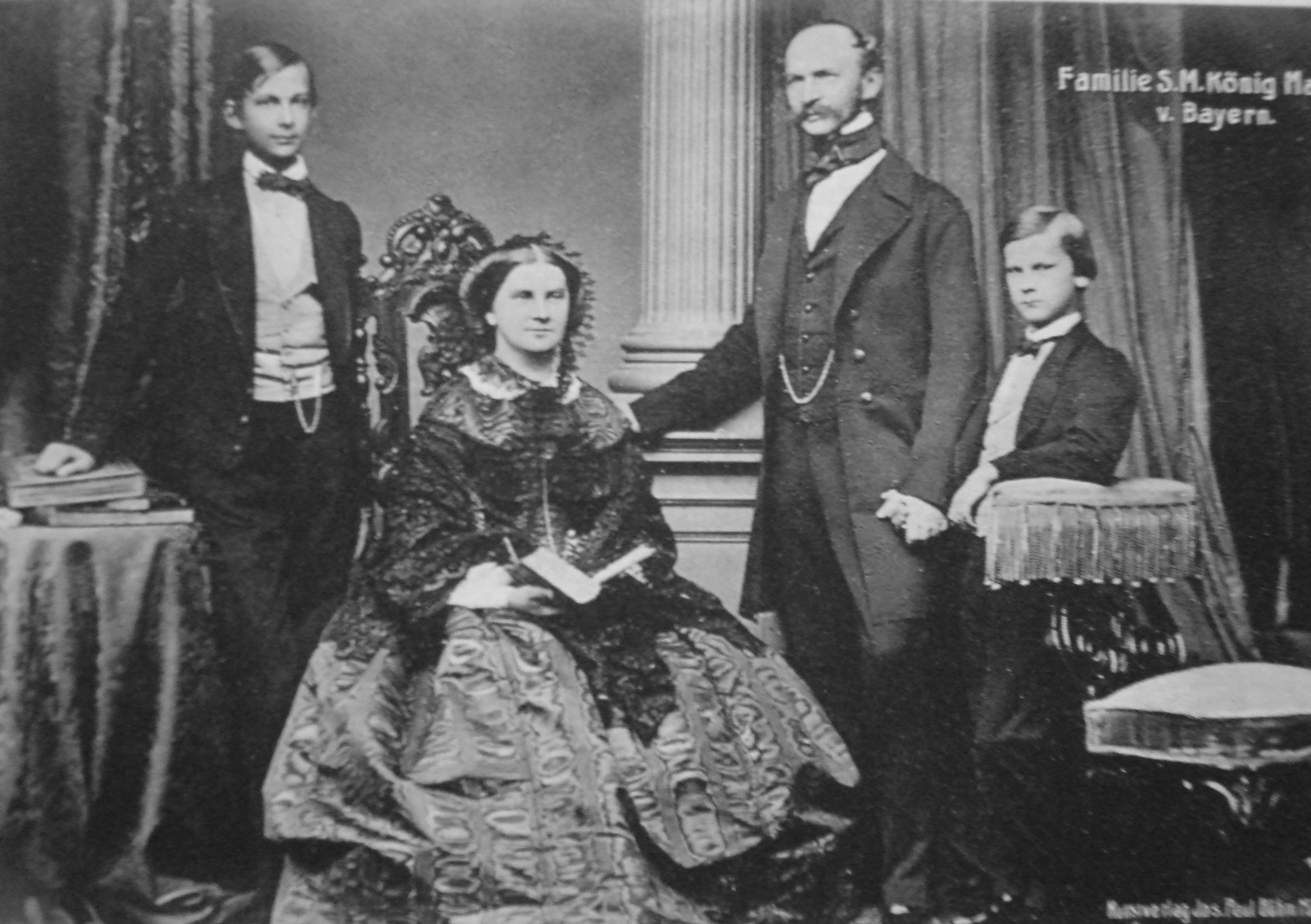
Mária Friderika királyné férjével és gyermekeivel

### Gyermekei
A II. Miksával kötött házasságából két fia született, akik Bajorország királyai lettek. Mindkettőjükön úrrá lett azonban az elmebaj, és lemondatták őket trónjukról.
- Lajos (1845–1886, II. Lajos néven uralkodott 1864–1886 között)
- Ottó (1848–1916, uralkodott 1886–1913 között. Nevében nagybátyja, Luitpold régens kormányzott).

## Fordítás
- Ez a szócikk részben vagy egészben  a   Marie Friederike von Preußen című német Wikipédia-szócikk fordításán alapul.  Az eredeti cikk szerkesztőit annak laptörténete sorolja fel. Ez a jelzés csupán a megfogalmazás eredetét és a szerzői jogokat jelzi, nem szolgál a cikkben szereplő információk forrásmegjelöléseként.